# Marling
Marling är en ort och kommun i provinsen Sydtyrolen i regionen Trentino-Sydtyrolen i Italien. Kommunen hade 2 791 invånare (2018).